# Dornier Do 217
Le Dornier Do 217 est un avion militaire utilisé par la Luftwaffe au cours de la Seconde Guerre mondiale

## Conception
Le bombardier Dornier Do 217 est l'ultime développement du Dornier Do 17. Plutôt bonne machine lors de son apparition, il souffrit cependant des limitations du concept Do 17 qui arrivait en bout de développement et qui ne pouvait guère plus être amélioré.
Quand il fit son apparition en 1940 il se caractérisait par un emport de bombes de quatre tonnes, charge supérieure à ses prédécesseurs. La Luftwaffe tenta tout d'abord de l'utiliser comme bombardier en piqué (ce qui lui valut des essais de freins de piqué, voire de parachutes installés dans l'empennage assez originaux) avec peu de succès. Il fut donc utilisé comme bombardier horizontal classique puis à partir de 1943 comme plate-forme de lancement de missiles et de banc d'essai pour les expérimentations des réacteurs allemands, remportant dans ces rôles de spectaculaires succès. Il continua à servir dans plusieurs rôles dont celui de chasseur de nuit dans la Nachtjagd. La dernière action à laquelle il participa fut le « Petit blitz » contre l'Angleterre au printemps 1944. Il quitta ensuite la première ligne, mais continua à être utilisé occasionnellement comme lanceur de missiles (voir Kramer X4).

### Production
Depuis la fin de 1940 jusqu'à la fin de 1943 1 730 exemplaires furent construits, ce qui fait de lui un avion secondaire comparé aux Heinkel He 111 et Junkers Ju 88.

## Les versions de chasse de nuit: Do 217 J / Do 217 N
Le Dornier Do 217 J-1 ou M-1 fut conçu pour effectuer des raids de chasse nocturne au-dessus de la Grande-Bretagne. Les modifications apportées au bombardier de base étaient en soute l'emport de seulement huit bombes SC50X de 50 kg et la présence d'un réservoir de carburant de 2 960 litres. Quatre canons MG FF-M de 20 mm étaient ajoutés aux quatre mitrailleuses MG 17 dans le nez de l'appareil. Il était en outre armé d'une  mitrailleuse MG 131 en position ventrale et une en position dorsale. Il était motorisé par des BMW 801 pour une vitesse maximale de 560 km/h.
Malgré les bons résultats de cette pratique, le 12 octobre 1941 le Führer interdit les missions offensives de chasse de nuit au-dessus de la Grande-Bretagne, avant le début des essais du prototype de cet avion. Les quelques J-1 produits  furent utilisés dans la défense du territoire allemand à partir de mars 1942, mais plus principalement à des fins de formation. 
Le Dornier Do 217 J-2 apparut en été 1942, et différait du J-1 par l'absence de soute à bombes et par l'adjonction d'un radar FuG 202 Lichtenstein dans le nez. Il était toujours motorisé par des BMW 801 mais sa vitesse maximale était de 489 km/h.
Le Dornier Do 217 N-1 apparut en janvier 1943 et était propulsé par deux moteurs Daimler-Benz DB 603A, pour une vitesse maximale de 515 km/h. Il ne possédait pas de mitrailleuse ventrale.
Le Dornier Do 217 N-2 apparut fin août 1943. Il était  identique au N-1 mais était armé en plus de quatre canons MG 151 en position Schräge Musik sur le dos, tirant vers le haut et l'avant avec un angle compris entre 60° et 70°.